# شبکه پیچیده
شبکه‌های پیچیده (Complex networks)، طیف وسیعی از سیستم‌ها و شبکه‌های موجود در طبیعت و جامعه را توصیف می‌کنند. از مثال‌های معروف آن می‌توان به شبکهٔ سلولی اشاره کرد؛ شبکه‌ای از ارتباطات و واکنش‌های شیمیایی، یا هم‌چنین شبکهٔ سخت‌افزاری اینترنت که متشکل از تعداد زیادی رایانه و روتر همراه با اتصالات فیزیکی است. در حیطهٔ نظریه شبکه، شبکه‌های پیچیده به موضوع و میدان نوپایی برای پژوهش تبدیل شده‌اند که در آن با ابزارهای آماری و ریاضیاتی به بررسی ویژگی‌های شبکه‌های واقعی می‌پردازند. سابقاً تصور بر این بود که تحلیل چنین شبکه‌هایی، مبتنی بر مدلسازی گراف تصادفی است، اما به مرور زمان این تصور به‌طور فزاینده‌ای تغییر یافت و اصول اساسی‌تری برای ساختار و تحول این شبکه‌ها کشف شد. این شاخه به خصوص از سال ۲۰۰۰ به بعد با دسترسی فراوان به دادهٔ برخی شبکه‌های واقعی و جهانی چون شبکه‌های زیستی، نورونی، اجتماعی و اقلیمی، رونق بسیاری گرفته است.

## تاریخچه
به‌طور سنتی مطالعهٔ شبکه‌های پیچیده در حوزهٔ نظریهٔ گراف انجام می‌گرفت. در حالی که نظریهٔ گراف ابتدائاً بر مدل‌های ساده تمرکز داشت، از دههٔ ۱۹۵۰ به بعد، شبکه‌های بزرگ مقیاس نیز در این حوزهٔ مطالعاتی وارد شدند؛ به بهانهٔ ساده‌ترین و سرراست‌ترین مدل برای بررسی این نوع شبکه‌ها. مطالعهٔ شبکه‌های پیچیده با این رویکرد، به خصوص پس از کارهای دو ریاضی‌دان مجارستانی، پاول اردوش و آلفرد رنیی، پیشرفت‌های زیادی کرد و مدل اردوش-رنیی (Erdős–Rényi model) جهت‌گیری زیادی به پژوهش‌های این حوزه داد. اما در دهه‌های بعد، سؤال اساسی‌تری مسیر مطالعات و پژوهش‌های این حوزه را تغییر داد: آیا شبکه‌های موجود در واقعیت نیز از اصول تصادفی اردوش-رینی تبعیت می‌کنند؟
در ادامه با پیشرفت در زمینهٔ جمع‌آوری و محاسبات داده، پایگاه‌هایی غنی از داده‌هایی واقعی در زمینه‌های متفاوت فراهم آمد که پردازش آن منجر به کشف برخی ویژگی‌های اساسی شبکه‌های پیچده شده که خیلی تطابقی با مدل اردوش-رینی نداشتند. هم‌چنین رویکردهای چندرشته‌ای در این زمینه، منجر به مفهوم‌پردازی‌ها و ابزارسازی‌های متنوع‌تری شد. برای مثال فیزیک‌پیشه‌ها تلاش زیادی در راستای فهم رفتار سیستم‌های پیچیده به مثابهٔ یک کل، متناظر با خواص ریزمقیاس و اجزاء تشکیل‌دهندهٔ آن انجام دادند. در میان ماحصل این تلاش‌ها می‌توان به فهم چرایی ظهور خاصیت مغناطیسی در میان میلیون‌ها اسپین، یا پدیدهٔ چگالش بوز–اینشتین و هم‌چنین پدیدهٔ ابررسانایی اشاره کرد؛ پدیده‌هایی که خود به مدل‌سازی در باقی شبکه‌ها کمک وافری کردند.

## ویژگی‌های اساسی
به صورت کلی می‌توان سه ویژگی برای شبکه‌های پیچیده در واقعیت نام برد که وجه ممیزهٔ آن‌ها با شبکه‌های تصادفی می‌شوند و کشف هر کدام از آن‌ها مسیر مطالعات این رشته را دچار تغییرات ژرفی کرده است.

### دنیای کوچک
خاصیت دنیای کوچک (Small-world property) در شبکه‌های پیچیده به این برمی‌گردد که علی‌رغم اندازهٔ بزرگ این شبکه‌ها، فاصلهٔ بین دو جزء اغلب بسیار کوتاه‌تر از آن است که تصور می‌شود. معروف‌ترین بیان این خاصیت مفهوم «شش درجهٔ جدایی» (Six degrees of separation) است که توسط استنلی میلگرام در سال ۱۹۶۷ طی آزمایش دنیای کوچک نظریه‌پردازی شد. میگلرام در پژوهش خود نشان داد که هر دو فرد عادی در ایالات متحده، به صورت میانگین با ۶ واسطه به یکدیگر می‌رسند و تنها ۶ واسطه برای آشنایی آنان کافی‌ست. خاصیت دنیای کوچک در اکثر شبکه‌های پیچیده به چشم می‌آید.

### خوشگی
یکی از خواص شبکه‌های اجتماعی این است که در حلقه‌ای از دوستان، همهٔ افراد یکدیگر را می‌شناسند. ضریب خوشگی (Clustering coefficient) معیاری است برای تشخیص اینکه اگر دو فرد با نفر سومی در اربتاط هستند، چقدر احتمال دارد که خود آن دو فرد با همدیگر نیز در ارتباط باشند. این معیار در شبکه‌های تصادفی مقدار قابل توجهی نمی‌تواند داشته باشد. اما همان‌طور که دانکن جی واتس و استیون استروگاتز در بررسی‌های خود (۱۹۹۸) نشان دادند، غالب شبکه‌های واقعی، اگر نه همه‌شان، مقدار ضریب خوشگی بالایی دارند؛ بسیار بیشتر از مقداری که مدل‌سازی تصادفی ارائه می‌دهد.

### توزیع درجهٔ رأس
در یک گراف (و یا متناظرا در یک شبکه)، تمام رأس‌ها دارای تعداد یکسانی از یال‌ها نیستند و در طول شبکه این تعداد برای رأس‌ها متفاوت خواهد بود. طبق مدل اردوش-رنیی توزیع درجهٔ رأس‌ها از توزیع پواسون پیروی می‌کند؛ مانند دیگر پدیده‌های تصادفی. طبق این مدل در شبکه‌هایی حتی با اندازه‌های بسیار بزرگ، درجهٔ رأس‌ها به صورت کلی نزدیک به مقدار میانگین کلی است و حول و حوش آن با اختلاف کمی، تغییر می‌کنند. اما بررسی‌های تجربی نشان دادند که در شبکه‌های واقعی، دامنهٔ تغییرات درجهٔ رأس‌ها بسیار گسترده‌تر است و انحراف زیادی از پیشنهاد پواسونی مشاهده شد. در ۱۹۹۹ باراباسی، آلبرت و جونگ، با بررسی شبکهٔ جهانی اینترنت، نشان دادند توزیع درجهٔ رأس این شبکه به صورت توانی است؛ یعنی توزیع به صورت توانی از درجهٔ رأس افت می‌کند. چنین شبکه‌هایی، شبکه بی‌مقیاس نامیده می‌شوند و مدل باراباشی-آلبرت تحلیل خوبی از ساختار آنان به دست می‌دهد. اغلب شبکه‌های واقعی نمایانگر این خاصیت بی‌مقیاسی هستند.

## مدل‌های شبکه‌های پیچیده
1. مدل اراش-رِنیی (Erdős–Rényi Model): یک مدل تصادفی که در آن یال‌ها به‌طور تصادفی بین گره‌ها ایجاد می‌شوند.
2. مدل واتس-استروگاتز (Watts–Strogatz Model): مدلی که ساختار دنیای کوچک را توصیف می‌کند و ترکیبی از تصادفی بودن و نظم را در نظر می‌گیرد.
3. مدل باراباشی-آلبرت (Barabási–Albert Model): مدلی که رشد شبکه و ترجیح اتصال (preferential attachment) را در نظر گرفته و ساختار مقیاس‌پذیر را توضیح می‌دهد.

## کاربردهای شبکه‌های پیچیده
1. علوم اجتماعی: تحلیل شبکه‌های اجتماعی برای کشف تأثیرگذاران، انتشار اطلاعات، و شناسایی جوامع.
2. زیست‌شناسی: مدل‌سازی شبکه‌های پروتئینی، تعاملات ژنتیکی و ارتباطات نورونی در مغز.
3. فناوری اطلاعات: تحلیل ساختار وب، بهینه‌سازی مسیرهای اینترنتی، و طراحی شبکه‌های ارتباطی مقاوم در برابر خطا.
4. اقتصاد و مالی: بررسی ارتباطات بین مؤسسات مالی و مدل‌سازی پدیده‌هایی مانند ریسک سیستمیک و بحران‌های اقتصادی.
5. حمل‌ونقل و شهرسازی: تحلیل شبکه‌های حمل‌ونقل برای بهینه‌سازی ترافیک و زیرساخت‌های شهری.

## الگوریتم‌ها و روش‌های تجزیه‌وتحلیل شبکه‌های پیچیده
- تحلیل مرکزیت (Centrality Analysis): شامل شاخص‌هایی مانند مرکزیت درجه، مرکزیت بردار ویژه (PageRank)، مرکزیت بینابینی و مرکزیت نزدیکی.
- شناسایی جوامع (Community Detection): روش‌هایی مانند الگوریتم‌های تجزیه ماژولاریتی (Modularity-based Methods) و خوشه‌بندی طیفی (Spectral Clustering).
- تحلیل تاب‌آوری (Resilience Analysis): بررسی تأثیر حذف گره‌ها بر پایداری شبکه.
- تحلیل مسیرها (Path Analysis): بررسی کوتاه‌ترین مسیرها و راندمان مسیریابی در شبکه‌های پیچیده.

## چالش‌ها و پژوهش‌های آینده
- پایداری و امنیت شبکه‌ها: بررسی تأثیر حملات سایبری بر شبکه‌های پیچیده و ارائه راهکارهای مقاوم‌سازی.
- شبکه‌های چندلایه (Multilayer Networks): مطالعه شبکه‌هایی که دارای لایه‌های مختلف (مانند شبکه‌های اجتماعی چندسطحی یا سیستم‌های حمل‌ونقل) هستند.
- هم‌پویایی در شبکه‌های پیچیده (Co-evolution in Complex Networks): بررسی چگونگی تغییرات همزمان در ساختار و پویایی شبکه.
- یادگیری ماشین و هوش مصنوعی در شبکه‌های پیچیده: به‌کارگیری الگوریتم‌های یادگیری عمیق برای تحلیل داده‌های شبکه.

## کتاب‌ها
- Barabási, Albert-László (2018). Network science. Cambridge University Press. ISBN 978-1-107-07626-6.
- Mark Newman, Networks: An Introduction, Oxford University Press, 2010, ISBN 978-0-19-920665-0.
- Mark Newman, Albert-László Barabási, and Duncan J. Watts, The Structure and Dynamics of Networks, Princeton University Press, Princeton, 2006, ISBN 978-0-691-11357-9.